# Josias Jenny
Josias Jenny (29. April 1920 in Arosa – 7. November 1989 in Köniz) war ein Schwyzerörgeli-Virtuose und Komponist. Josias Jenny entwickelte einen charakteristischen Begleitstil aus genauen, exakten pulsierenden Akkordnoten bestehend. Diese Spielweise fand Eingang in den Bündner Stil, zu dessen Wegbereitern Jenny gezählt wird.

## Leben
Er war der Zweitjüngste in einer musikalischen Familie und fing bereits im Alter von fünf Jahren mit der Gitarre an. Ab dem siebenten Lebensjahr machte er aber die ersten Schritte mit dem Schwyzerörgeli seines Vaters. Dieser gab ihm keine Hilfe damit, weil er der Meinung war, dass man ein Instrument am besten autodidaktisch nach Gehör lernt. Daneben spielte Josias Jenny auch auf der Geige seines Vaters. Im Alter von 16 Jahren erhielt Jenny sein erstes eigenes Instrument, ein Schwyzerörgeli von Eichhorn. Ende der 1930er Jahre zog er nach Zürich, wo er das Seminar besuchte. 1949 verlegte er seinen Wohnsitz nach Meilen im Kanton Zürich und heiratete 1950 seine Frau Magdalena. Aus der Ehe ging Sohn Peter (geb. 1951) hervor. Die Familie verzog 1960 nach Scheunenberg. Im Jahr 1970 wurde die Ehe wegen des übermäßigen Alkoholkonsums von Jenny geschieden und er zog 1972 nach Aarberg, wo er zunächst als Buchhalter arbeitete. 1977 erlitt er einen Herzinfarkt, 1983 einen weiteren. 1984 zog er nach Niederwangen BE, wo er am 7. November 1989 verstarb.

## Wirken
Bereits als Kind und Jugendlicher beteiligte er sich an der Hausmusik der Familie Jenny. In Zürich gründete er 1939 gemeinsam mit den Klarinettisten Emil Wydler und Luzi Bergamin und dem Kontrabassisten Beni Holzer das Berner Ländlerquartett. Es wurde durch zahlreiche Radioauftritte rasch bekannt, sodass ein den Folgejahren mehrere Schallplatten aufgenommen wurden. Ab 1943 nahm Jenny für Elite Records und Ideal mehrere Singles mit eigenen Kompositionen auf. In Meilen lernte Jenny Walter Hassler kennen, mit dem er zunächst 1957 eine Schallplatte aufnahm und später bei verschiedenen Ländlerkapellen spielte. Ebenfalls in diesem Jahr gründete er mit den Klarinettisten Emil Wydler und Thomas Marthaler sowie dem Posaunisten Sepp Bleiker die Formation Zoge-n-am-Boge.
Im Jahr 1959 absolvierte Jenny gemeinsam mit dem Klarinettisten Karli Oswald und der Jodlerin Therese Wirth-von Känel ein einmonatiges Engagement in der New Yorker Radio City Music Hall. Mit den 1960er Jahren stellte sich der kommerzielle Erfolg ein. Jenny veröffentlichte als Mitglied verschiedener Ländler-Gruppen und als Begleiter u. a. von Peter Zinsli Schallplatten bei Columbia Switzerland, dem Volksmusik-Label von EMI. Der Beginn der 1970er Jahre war von persönlichen und gesundheitlichen Problemen gezeichnet. Jenny erhielt kaum noch Anfragen als Solist. Erst nach 1977 spielte wieder unter Pseudonymen für bekannte Musiker wie Ueli Mooser. Nachdem sich in den 1980er Jahren eine neue Generation junger Musiker auf das Schaffen von Jenny berief und auch ältere Kompositionen von ihm spielten, nahm er zwei Jahre vor seinem Tod das Soloalbum Josias Jenny spillt syni Musig auf, das 1988 erschien.

## Diskografie (Auswahl)
Schellack zwischen 1943 und 1950
- Uf Mädrigen/Am Aelplisee z’Arosa (Elite Records 2129)
- Mis Schwyzerörgeli/Dem Berner Ländlerquartett (Elite Records 2130)
- Schwyzerörgeli-Schottisch/Uf em Furkabödeli (Kristall 26065)
- Bei den Spähern/Schüneberger Dorfchilbi (Ideal IZ 8220)
- Uf Prätschalp/Durch’s Schanfigg (Ideal IZ 8222)
- D’Schaja-Buebe/Aroser Skischul-Abend (Ideal IZ 8223)

Soloveröffentlichungen
- 1988: …spillt uf am Schwyzerörgali syni Musig (Kompilation, Phonotell)